# 전태영
전태영(1995년 3월 24일~)은 대한민국의 농구선수이며 포지션은 슈팅 가드이다.

## 아마추어 시절
단국대학교 재학 시절 팀의 주축 선수로 활약하였다.

## 안양 KGC인삼공사시절
2017-2018 시즌 신인드래프트에서 전체 10순위로 안양 KGC인삼공사에 지명되었다.

## 출신학교
- 전주송천초등학교
- 전주남중학교
- 전주고등학교
- 단국대학교